# Conotrachelus nubifer
Conotrachelus nubifer – gatunek chrząszcza z rodziny ryjkowcowatych.

## Zasięg występowania
Ameryka Południowa, występuje w Boliwii oraz Brazylii.

## Budowa ciała
Ciało silnie wydłużone. Przednia krawędź pokryw nieznacznie szersza od przedplecza, pofalowana; krawędzie boczne zbiegają się ze sobą tworząc kształt litery "V", tylna krawędź zaokrąglona. Przedplecze  duże, szerokie, gęsto punktowane, zaokrąglone w zarysie i dość mocno zwężone z przodu.